# Lidija Pawlowna Skoblikowa
Lidija Pawlowna Skoblikowa (russisch Лидия Павловна Скобликова; * 8. März 1939 in Slatoust, verheiratete Poloskowa) ist eine ehemalige sowjetische Eisschnellläuferin. Mit insgesamt sechs Goldmedaillen bei Olympischen Winterspielen gehört sie zu den herausragenden Eisschnellläuferinnen der Geschichte und war bis 1994 die sportartenübergreifend erfolgreichste Winterolympionikin. 1964 entschied sie bei den olympischen Wettkämpfen in Innsbruck alle vier gelaufenen Strecken über 500, 1000, 1500 und 3000 Meter für sich. Zusätzlich zu ihren Olympiasiegen errang Skoblikowa zwei Weltmeistertitel im Mehrkampf und stellte zwischen 1960 und 1967 drei Weltrekorde auf. Nach ihrem Karriereende 1969 übernahm sie verschiedene leitende Funktionen in Sportschulen und -behörden.

## Sportliche Laufbahn

### Aufstieg in die Nationalmannschaft (bis 1959)
Skoblikowa wuchs in der Stadt Slatoust im mittleren Ural auf, wo sie als Kind unterschiedliche Sportarten ausübte. Unter anderem fuhr sie Ski und spielte Volleyball. Auf Anregung ihres Sportlehrers Boris Mischin nahm sie ab 1949 regelmäßiges Leichtathletiktraining auf und trat erfolgreich bei Schulmeisterschaften an: Im Hürdenlauf sowie über 400 Meter und 800 Meter gewann sie regionale Wettkämpfe. Mitte der 1950er-Jahre begann sie mit dem Eisschnelllauf, zunächst parallel zur Leichtathletik. Im Rückblick auf ihre Laufbahn sagte Skoblikowa, sie habe am Schlittschuhlaufen die Geschwindigkeit sowie die Überwindung von Wind und Kälte besonders geschätzt. Ihr erster Eisschnelllauftrainer war Boris Lukin, ab 1956 betreute sie Boris Kotschkin in ihrem Studienort Tscheljabinsk, wo sie für die Sportgesellschaft Burewestnik lief. 1957 erfüllte sie die Leistungskriterien für den Titel Sportmeisterin der Sowjetunion und stieg ein Jahr später in das Nationalteam der UdSSR auf, das in den ersten Jahrzehnten nach dem Zweiten Weltkrieg weltweit führend im Eisschnelllauf der Frauen war. Ende der 1950er-Jahre gehörten ihm mehrere Weltmeisterinnen und Weltrekordhalterinnen um Sofja Kondakowa und Inga Artamonowa (später verheiratete Woronina) an. Skoblikowa debütierte im Winter 1959 auf internationaler Ebene. Bei der Weltmeisterschaft in Swerdlowsk gewann sie bei einem von Tamara Rylowa angeführten sowjetischen Vierfachsieg die Bronzemedaille im Mehrkampf über vier Strecken. Auf der längsten gelaufenen Distanz über 3000 Meter lief sie mit drei Zehntelsekunden Rückstand auf die Finnin Eevi Huttunen die zweitschnellste Zeit.

### Sechs Olympiasiege und zwei Weltmeistertitel (1960 bis 1964)

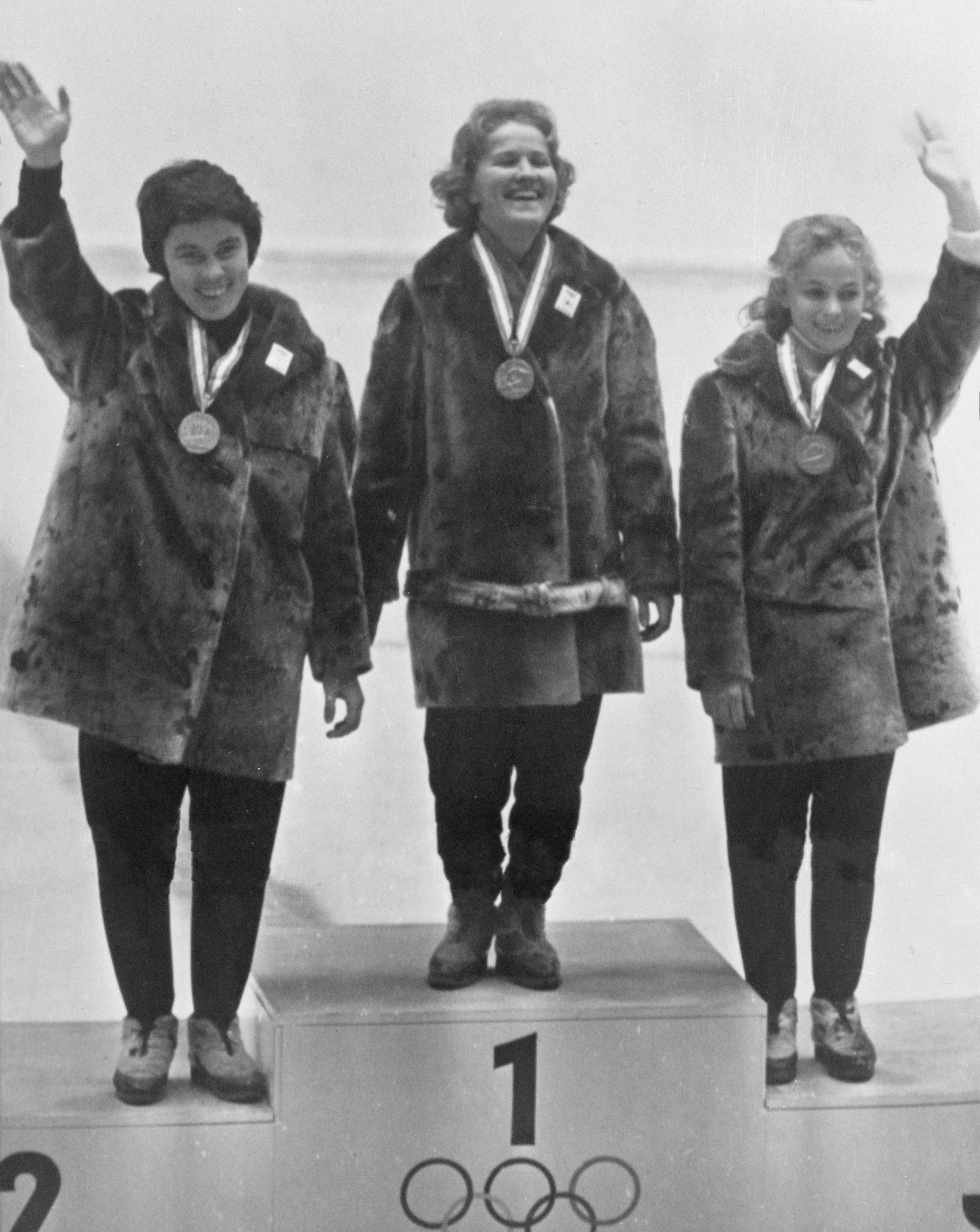
Skoblikowa (Mitte) bei der 1000-Meter-Siegerehrung der Winterspiele 1964

1960 zählte Frauen-Eisschnelllauf erstmals zum Programm der Olympischen Winterspiele. Skoblikowa reiste nach einer weiteren WM-Bronzemedaille im Mehrkampf – mit den besten Zeiten im 500-Meter-Sprint und auf der 3000-Meter-Langstrecke – als Mitfavoritin zu den Wettkämpfen in Squaw Valley und gewann dort die Goldmedaillen über 1500 Meter und 3000 Meter (über 1000 Meter wurde sie Vierte). Ihre 1500-Meter-Siegerzeit von 2:25,2 Minuten verbesserte zudem den sieben Jahre alten Weltrekord von Chalida Schtschegolejewa um drei Zehntelsekunden. Neben ihrem Mannschaftskollegen Jewgeni Grischin war Skoblikowa in Squaw Valley die einzige Doppelolympiasiegerin. Auch in den folgenden Wintern bestätigte sie ihre Stellung als eine der führenden Eisschnellläuferinnen der Welt: 1961 und 1962 gewann sie Bronze beziehungsweise Silber bei der Mehrkampf-WM; 1963 errang sie in Karuizawa bei ihrer fünften WM-Teilnahme erstmals den Weltmeistertitel. Sie entschied dabei alle vier Teilstrecken für sich, lief einen 1000-Meter-Weltrekord und hatte in der Mehrkampfwertung einen Vorsprung von mehr als vier Punkten auf die Silbermedaillengewinnerin Inga Woronina, was in etwa dem Abstand zwischen Woronina und der Achtplatzierten entsprach.
Bei ihrem zweiten olympischen Auftritt 1964 in Innsbruck gewann Skoblikowa auf allen vier Strecken die Goldmedaille. Über 500 Meter und 1000 Meter setzte sie sich jeweils in olympischer Rekordzeit vor Irina Jegorowa durch, auf den längeren Distanzen (1500 Meter und 3000 Meter) betrug ihr Vorsprung auf die anderen Starterinnen mehrere Sekunden. Mit insgesamt sechs olympischen Goldmedaillen bei Winterspielen übertraf sie die bis dahin gültige Bestmarke von Clas Thunberg und blieb über drei Jahrzehnte die erfolgreichste Winterolympionikin. Zwei Wochen nach den olympischen Wettkämpfen wurde Skoblikowa Mitte Februar 1964 in Kristinehamn zum zweiten Mal Mehrkampf-Weltmeisterin. Erneut war sie dabei auf allen vier Strecken am schnellsten und platzierte sich im Klassement vor ihrer Teamkollegin Inga Woronina, die wegen einer Magenerkrankung nicht an Olympia hatte teilnehmen können. Bei den sowjetischen Meisterschaften am Saisonende siegte hingegen Woronina mit mehreren Punkten Vorsprung auf Skoblikowa. In ihrer gesamten Laufbahn gewann Skoblikowa bei nationalen Titelkämpfen keine Goldmedaille, stattdessen dreimal Silber (1962, 1964 und 1967) sowie viermal Bronze (1959–61 und 1963).

### Letzte Karrierejahre (1966 bis 1969)
Nach der Saison 1964 unterbrach Skoblikowa ihre Laufbahn für eine Babypause. Im Winter 1966/67 kehrte sie in das Nationalteam zurück, knüpfte aber nicht an frühere Erfolge an – wenngleich sie im Januar 1967 den dritten Weltrekord ihrer Laufbahn aufstellte, dieses Mal in Oslo über 3000 Meter. Bei den Weltmeisterschaften 1967 und 1968 verpasste sie weitere Medaillen, bei ihrer dritten Olympiateilnahme 1968 in Grenoble wurde sie Sechste über 3000 Meter und Elfte über 1500 Meter. Im Training litt sie verstärkt an Knöchelschmerzen. Ihre letzten Wettkämpfe bestritt Skoblikowa 1969, anschließend zog sie sich vom aktiven Sport zurück.

## Persönliches

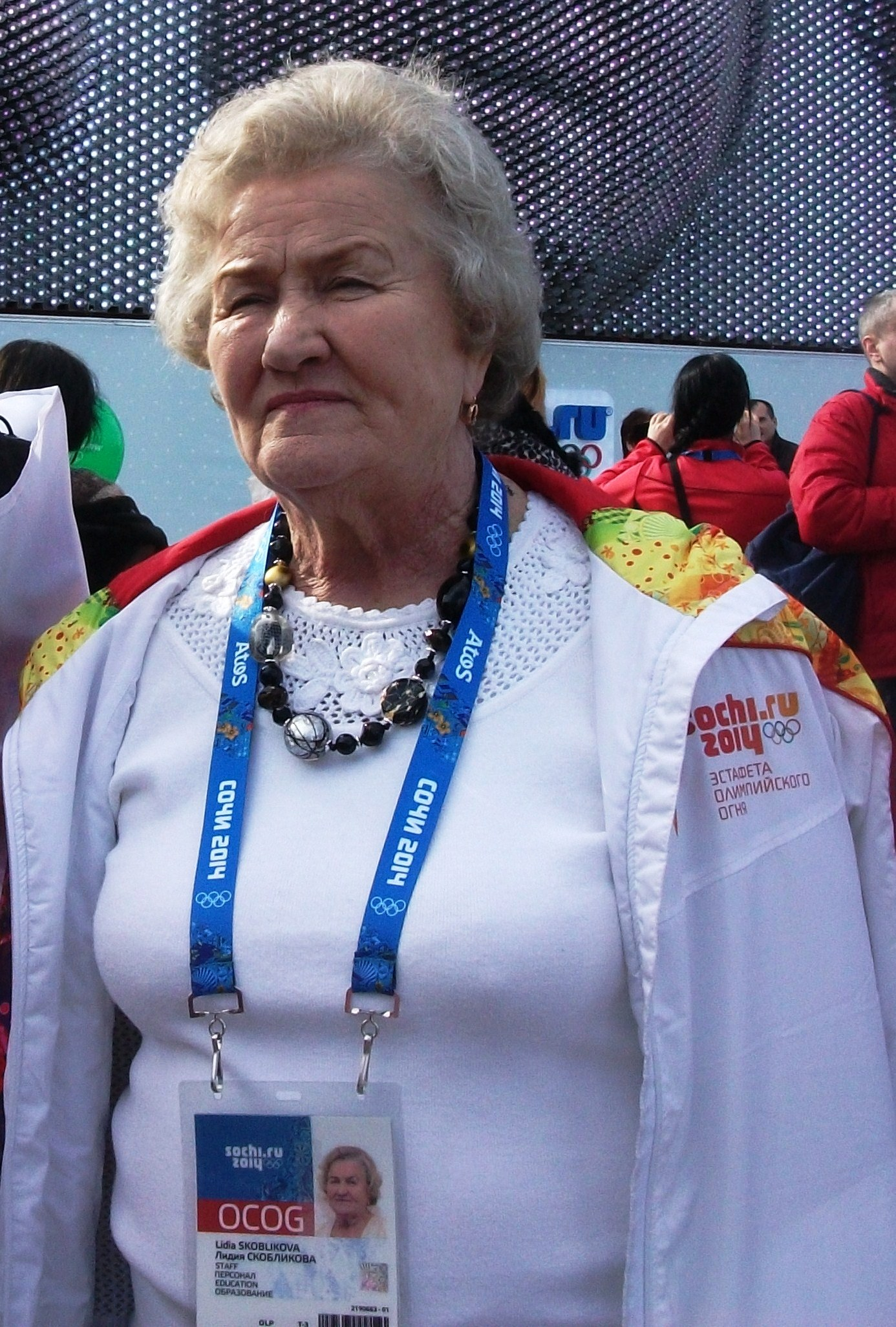
Skoblikowa bei den Olympischen Winterspielen 2014 in Sotschi

Skoblikowas Vater Pawel Iwanowitsch (1905–1973) arbeitete als stellvertretender Direktor des Schleifmittelwerks von Zlatoust, ihre Mutter Klawdija Nikolajewna (1908–1996) führte den Haushalt. Lidija Skoblikowa wuchs als drittes von fünf Geschwisterkindern mit drei Schwestern und einem Bruder auf. Nach ihrem Schulabschluss 1956 studierte sie zunächst bis 1960 an der Fakultät für Leibeserziehung des staatlichen pädagogischen Instituts in Tscheljabinsk und lehrte dort anschließend mehrere Jahre. Im Juni 1960 heiratete Skoblikowa den Geher Alexander Poloskow (* 1934), den sie während ihres Studiums in Tscheljabinsk kennengelernt hatte und der sie ab 1963 auch im Training betreute. Ihr gemeinsamer Sohn Georgi Poloskow (* 1965) arbeitete in den 1990er-Jahren als Trainer mit dem russischen Frauen-Eisschnelllaufteam. Seine erste Ehefrau, somit Skoblikowas Schwiegertochter, Natalja Poloskowa nahm zwischen 1992 und 1998 dreimal als Eisschnellläuferin an Olympischen Winterspielen teil.
Am Ende ihrer sportlichen Laufbahn zog Skoblikowa – seit 1964 Mitglied der Kommunistischen Partei der Sowjetunion (KPdSU) – nach Moskau. Dort arbeitete sie in den 1970er-Jahren in leitenden Funktionen an verschiedenen Sportschulen. 1982 erlangte sie an der Akademie der Sozialwissenschaften beim Zentralkomitee der KPdSU den Grad Kandidat der Geschichtswissenschaften mit einer Arbeit zur ideologischen und moralischen Erziehung sowjetischer Sportler. In der Folge übernahm sie in der Sportabteilung des Allrussischen Zentralrates der Gewerkschaften (ВЦСПС) die Funktion der stellvertretenden Leiterin. Von 1990 bis zu ihrem Eintritt in den Ruhestand 1994 war sie Professorin am Institut für Leibeserziehung an der Moskauer Akademie für Arbeit und Soziale Beziehungen (АТиСО).

## Würdigung

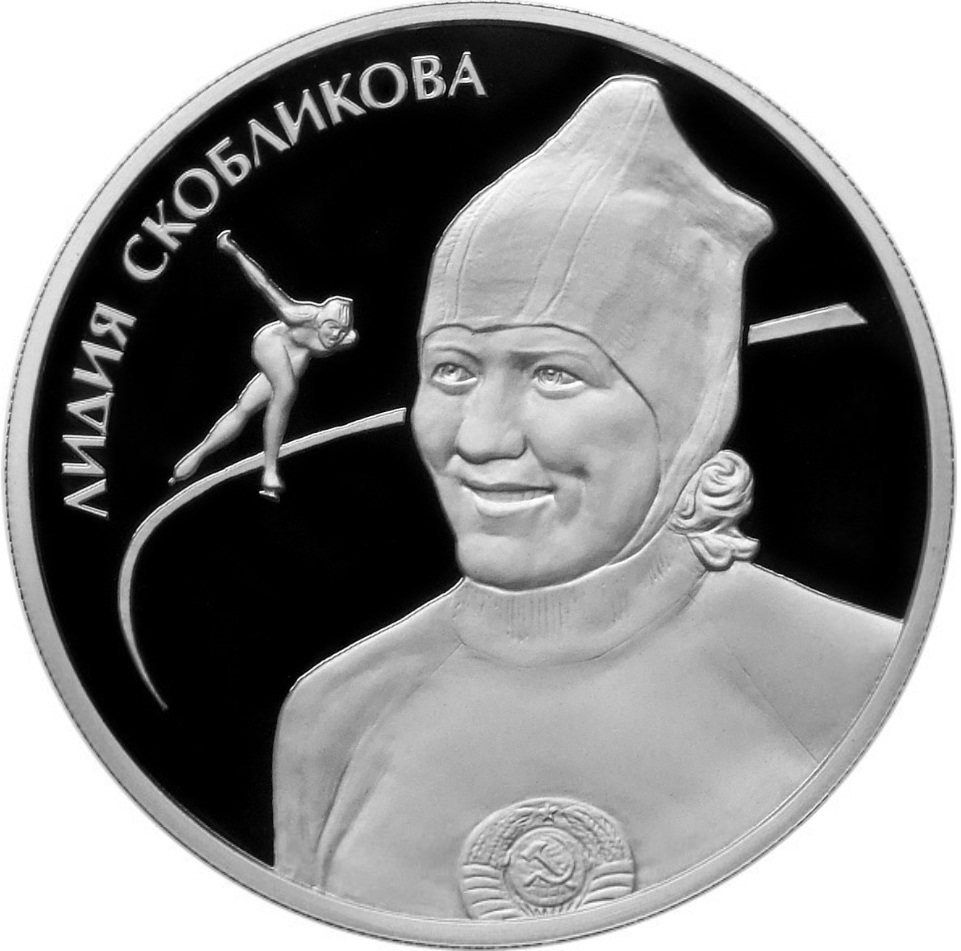
2012 ausgegebene Gedenkmünze mit Skoblikowas Konterfei

Insbesondere Skoblikowas Erfolge bei den Winterspielen 1964 stießen auf große mediale Rezeption und begründeten ihre Einordnung als „Königin auf Kufen“, wie sie die bundesdeutsche Sport-Illustrierte betitelte. Journalisten europäischer Presseagenturen wählten sie 1964 in einer von der Polska Agencja Prasowa durchgeführten Umfrage als erste Frau zu Europas Sportler des Jahres. Berichte in US-Medien, etwa in der New York Times und in Sports Illustrated, hoben ihr eher zierliches feminines Aussehen „mit blonden Haaren, blauen Augen und Grübchen in den Wangen“ hervor, das dem Stereotyp des stämmigen sibirischen Bauerntypen entgegenwirke. Zugleich charakterisierte sie Israel Shenker für Sports Illustrated als hart trainierende, selbstbewusste Athletin und zitierte sie mit der Aussage, sie genieße es, „die Stärkste in der Welt“ zu sein.
Bereits nach ihren ersten Olympiasiegen 1960 wurde Skoblikowa als Verdiente Meisterin des Sports ausgezeichnet und bekam den Orden des Roten Banners der Arbeit verliehen. Später erhielt sie unter anderem den Olympischen Orden in Silber (1983) und den Verdienstorden für das Vaterland (III. Klasse, 1999). Seit 1996 ist sie Mitglied der International Women’s Sports Hall of Fame. 1999 ernannte ihre Heimatstadt Slatoust Skoblikowa zur Ehrenbürgerin, 2004 folgte die Oblast Tscheljabinsk. Die 2005 eröffnete Tscheljabinsker Eissporthalle Uralskaja Molnija, Austragungsort von Weltcuprennen und Europameisterschaften, wurde nach Skoblikowas medialem Beinamen „Uralblitz“ (russisch Уральская молния) benannt. Die Bank Rossii gab 2012 eine Zwei-Rubel-Gedenkmünze mit ihrem Konterfei heraus. Für die Olympischen Winterspiele 2014 in Sotschi war Skoblikowa offizielle Botschafterin und trug während der Eröffnungsfeier gemeinsam mit sieben anderen Prominenten die olympische Flagge ins Olympiastadion.

## Statistik

### Olympische Winterspiele
Lidija Skoblikowa war 1960, 1964 und 1968 Teil des sowjetischen Olympiaaufgebots. Sie nahm an neun Wettkämpfen teil, in denen sie sechs Goldmedaillen gewann.
| Olympische Winterspiele | Olympische Winterspiele | 500 m | 1000 m | 1500 m | 3000 m |
| Jahr                    | Ort                     | 500 m | 1000 m | 1500 m | 3000 m |
| ----------------------- | ----------------------- | ----- | ------ | ------ | ------ |
| 1960                    | Squaw Valley            | –     | 4.     | 1.     | 1.     |
| 1964                    | Innsbruck               | 1.    | 1.     | 1.     | 1.     |
| 1968                    | Grenoble                | –     | –      | 11.    | 6.     |

### Mehrkampfweltmeisterschaften
Von 1959 bis 1968 nahm Lidija Skoblikowa an sieben Mehrkampfweltmeisterschaften teil und gewann dabei zwei Goldmedaillen sowie einmal Silber und dreimal Bronze. Die folgende Tabelle zeigt ihre Zeiten – und in Klammern jeweils dahinter ihre Platzierungen – auf den vier gelaufenen Einzelstrecken sowie die sich daraus errechnende Gesamtpunktzahl nach dem Samalog und die Endplatzierung. Die Anordnung der Distanzen entspricht ihrer Reihenfolge im Programm der Mehrkampf-WM zur aktiven Zeit Skoblikowas.
| Mehrkampf-WM | Mehrkampf-WM | 500 m (in Sekunden) | 1500 m (in Minuten) | 1000 m (in Minuten) | 3000 m (in Minuten) | Punkte  | Platz |
| Jahr         | Ort          | 500 m (in Sekunden) | 1500 m (in Minuten) | 1000 m (in Minuten) | 3000 m (in Minuten) | Punkte  | Platz |
| 1959         | Swerdlowsk   | 48,4 (3)            | 2:34,0 (4)          | 1:42,9 (5)          | 5:30,6 (2)          | 206,283 | 3.    |
| 1960         | Östersund    | 49,5 (1)            | 2:37,7 (2)          | 1:49,1 (22)         | 5:23,9 (1)          | 210,599 | 3.    |
| 1961         | Tønsberg     | 48,6 (2)            | 2:37,5 (4)          | 1:39,6 (4)          | 5:29,5 (3)          | 205,817 | 3.    |
| 1962         | Imatra       | 48,2 (5)            | 2:34,5 (2)          | 1:42,9 (5)          | 5:30,2 (2)          | 206,183 | 2.    |
| 1963         | Karuizawa    | 45,4 (1)            | 2:23,3 (1)          | 1:31,8 (1)          | 5:10,5 (1)          | 190,817 | 1.    |
| 1964         | Kristinehamn | 46,2 (1)            | 2:26,7 (1)          | 1:34,9 (1)          | 5:11,4 (1)          | 194,450 | 1.    |
| 1967         | Deventer     | 46,8 (6)            | 2:23,9 (2)          | 1:39,4 (8)          | 5:31,9 (7)          | 199,784 | 4.    |
| 1968         | Helsinki     | 47,4 (8)            | 2:32,3 (12)         | 1:37,2 (9)          | 5:15,4 (4)          | 199,332 | 7.    |

### Persönliche Bestzeiten
Ihre persönlichen Karrierebestzeiten lief Skoblikowa auf allen vier Distanzen zwischen 1962 und 1964.
| Distanz | Zeit       | Datum            | Ort           |
| ------- | ---------- | ---------------- | ------------- |
| 500 m   | 45,0 s     | 30. Januar 1964  | Innsbruck     |
| 1000 m  | 1:31,8 min | 21. Februar 1963 | Karuizawa     |
| 1500 m  | 2:21,8 min | 27. Januar 1962  | Medeo         |
| 3000 m  | 5:04,2 min | 12. Januar 1964  | Tscheljabinsk |

### Weltrekorde
Skoblikowa stellte zwischen 1960 und 1967 insgesamt drei Weltrekorde auf. Sie lief jeweils eine Bestzeit auf der 1000-Meter-, auf der 1500-Meter- sowie auf der 3000-Meter-Distanz.
| Nr. | Disziplin  | Zeit       | Datum         | Ort          | Bestand             | Nachfolgerin  |
| --- | ---------- | ---------- | ------------- | ------------ | ------------------- | ------------- |
| 1   | 1500 Meter | 2:25,2 min | 21. Feb. 1960 | Squaw Valley | 1 Jahr und 340 Tage | Inga Woronina |
| 2   | 1000 Meter | 1:31,8 min | 22. Feb. 1963 | Karuizawa    | 5 Jahre und 10 Tage | Stien Kaiser  |
| 3   | 3000 Meter | 5:05,9 min | 15. Jan. 1967 | Oslo         | 14 Tage             | Stien Kaiser  |